# Keith Watson
Keith Watson (* 14. November 1989 in Livingston) ist ein schottischer Fußballspieler, der zuletzt beim FC Arbroath unter Vertrag stand.

## Karriere
Keith Watson wurde 1989 in der schottischen Planstadt Livingston in der Region West Lothian geboren. Er besuchte in seiner Heimatstadt die Deans Community High School und spielte Fußball im Livingston Star Boys Club. Ab dem Jahr 2004 spielte er zweijahrelang in der Youth Academy von Dundee United. Für die Tangerines debütierte er als Profi im Januar 2007 in der 3. Runde des schottischen Pokals gegen den FC St. Mirren. Von Januar bis Mai 2009 war Watson an Forfar Athletic verliehen, aufgrund einer Knieverletzung kam er allerdings zu keinem Einsatz. Im Dezember des gleichen Jahres wurde der Abwehrspieler zum FC East Fife ausgeliehen, und für den er sechsmal in der Second Division spielte. Im Finale des Scottish FA Cups 2009/10, das er mit United 3:0 gewann, wurde er in der 83. Minute für Mihael Kovačević eingewechselt. Von Januar bis Juni 2015 wurde Watson an Hibernian Edinburgh verliehen. Im August 2015 unterschrieb Watson einen Vertrag beim schottischen Erstligaabsteiger FC St. Mirren bis Januar 2016, der später bis zum Saisonende 2015/16 verlängert wurde.
Im Mai 2016 wurde bekannt, dass Watson zur neuen Saison zum Erstligisten FC St. Johnstone wechselt.

## Erfolge
mit Dundee United:
- Schottischer Pokalsieger: 2009/10